# 菅田町
菅田町（すがたちょう）は、かつて岐阜県武儀郡にあった町である。
1955年（昭和30年）に合併で益田郡金山町の一部となった後、現在は下呂市の一部である。
現在の地名では、下呂市金山町菅田笹洞、下呂市金山町菅田桐洞である。

## 概要
- 飛騨川の支流の菅田川の上流に位置する。
- 古代、飛騨国へ向かう東山道の支路（飛騨街道[1]）は、美濃国方県郡から武儀郡・加茂郡を経由し、再び武儀郡を経ていたという[2]。菅田町にはこの支路が通過し、駅（菅田駅）が設置されていたと考えられる。
- 美濃国から飛騨国への道は、高山本線や国道41号などの飛騨川沿いのルートが完成するまではこの飛騨街道が中心であった。菅田町は飛騨街道沿いの商業の町であり養蚕業や製茶業、鉱業で栄えた。

## 歴史
- 桐洞は往古は切原と伝えられていたが1463年（寛政4年）頃より霧原となり、1688年(元禄年間)より桐洞村となり明治年間に至った。」とされ、「笹洞は江戸中期までは篠洞とされていたが、後(年代不明)笹洞村となって明治年間に至った。」とされる[3]。

近代以前
- 776年（宝亀7年）『続日本紀巻三四』に美濃国菅田駅の名が現れる[4]。
- 平安時代（承平年間）『和名類聚抄』の武芸郡九郷の中に、菅田郷の名がある[5]。
- 1265年（文永2年）美濃国衙領に含まれていたと考えられ、後宇多天皇領御目録に美濃国菅田荘の名がある。
- 1306年（徳治元年）亀山天皇皇女の昭慶門院領御目録に菅田郷の名がある。
- 1334年（建武元年）以後 美濃国守護土岐氏の領地となる。
- 戦国時代 上有知鉈尾山城主 佐藤方政の領地となる。
- 1600年頃（慶長5年）上有知藩主金森長近の加増された分に、この地が含まれていたと考えられる[6]。
- 1611年（慶長16年）上有知藩主金森長光の死去により、大久保長安が支配する幕府領となる。
- 1615年（元和元年）尾張藩領となる。

近代以降
- 1871年（明治4年）7月14日 廃藩置県令により桐洞村・笹洞村は尾張藩だったため、初め名古屋県所属となるが、同年11月22日岐阜県所属となる
- 1872年（明治5年）3月 江戸時代からの制度を廃止し戸長制度が導入される。
- 1889年（明治22年）7月1日 - 笹洞村と桐洞村が合併し、武儀郡沙田村となる。
- 1893年（明治26年）7月14日 - 沙田村を菅田村に改称。
- 1896年（明治29年）11月20日 - 町制施行、菅田町となる。
- 1955年（昭和30年）3月1日 - 益田郡下原村、郡上郡東村、武儀郡金山町と合併し、益田郡金山町が発足。同日菅田町廃止。

## 町長
- 長尾元太郎

## 教育
- 菅田町立菅田小学校（後の下呂市立菅田小学校、2021年3月に閉校）
- 菅田町立菅田中学校（1962年統合により廃校）

## 名所・旧跡
- 嶽見桜
- 袋坂峠
- 水晶山
- 須波神社
- 笹洞白山神社
- 義民助兵衛の碑

## その他
- 益田郡金山町は、益田郡（下原村）、武儀郡（金山町・菅田町）、郡上郡（東村）と、3つの郡の4つの町村を合併して誕生した町である。合併後の所属する郡については、武儀郡か益田郡かでもめたという。[要出典]